# Organisationsbuch der NSDAP

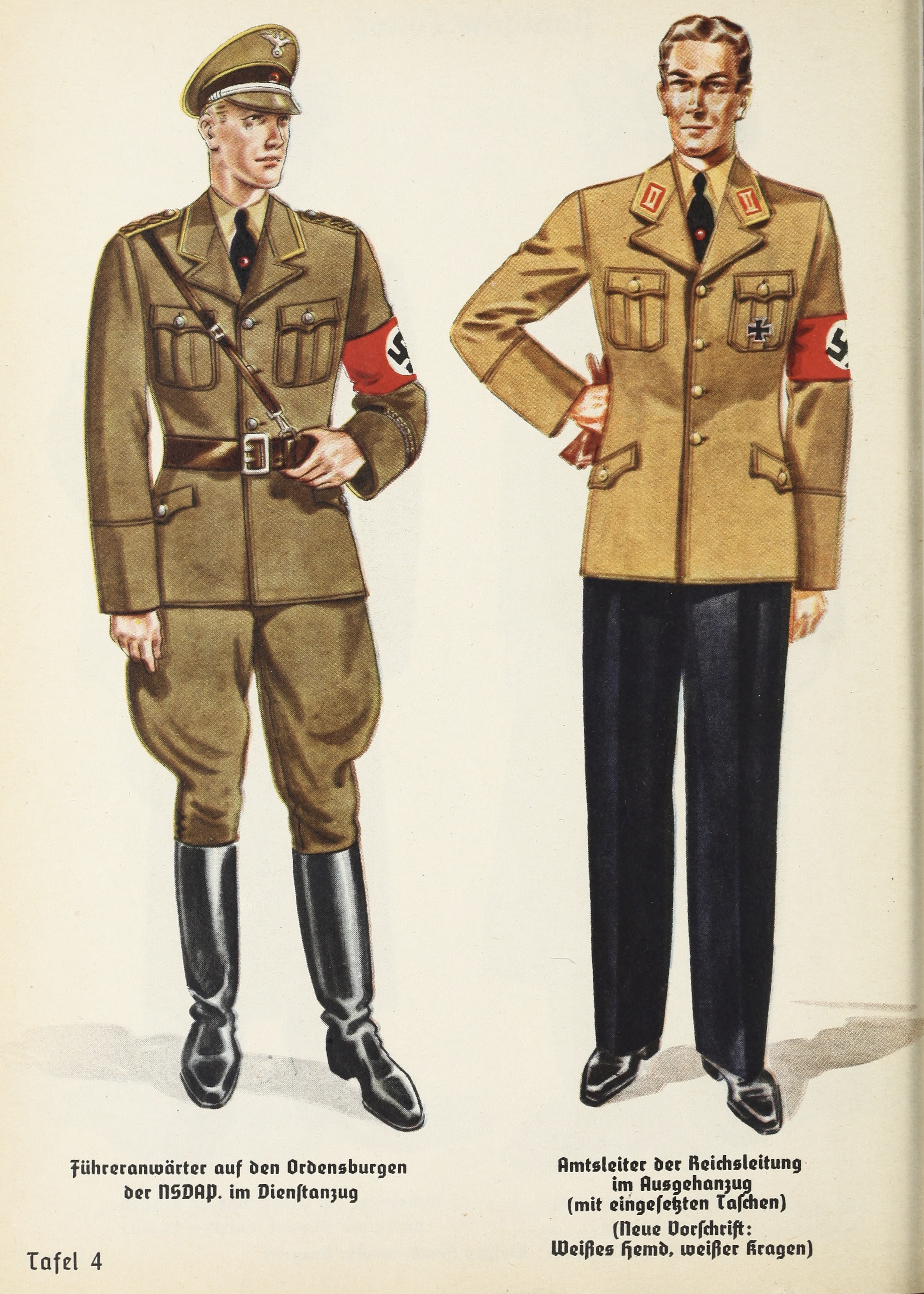
Bozza delle divise naziste.

Il Organisationsbuch der NSDAP era il manuale organizzativo del NSDAP. La prima edizione risale al 1936 ed è stato scritto da Robert Ley, fedelissimo di Adolf Hitler, con l'obiettivo di definire uno standard per quanto riguarda ogni dettaglio dell'iconografia del partito nazista: dalle bandiere alle insegne, dai font ai loghi, etc.